# Shonen-ai
Shōnen-ai (少年愛, jongensliefde), in Japan zelf beter bekend als Boys' Love (ボーイズラブ, Bōizu Rabu) of BL is een manga- en animegenre dat handelt over homoseksuele relaties. Het is veelal geschreven door vrouwelijke mangaka's, en wordt ook hoofdzakelijk gericht op vrouwen. Toch geniet het een redelijke populariteit onder homoseksuele mannen. Het is anders dan yaoi dat voornamelijk seksscènes bevat. BL is veel minder seksueel expliciet en gaat doorgaans niet veel verder dan zoenen en de mogelijke suggestie tot seks. De daad zelf wordt echter niet getoond. Ook heeft BL doorgaans een veel duidelijkere verhaallijn dan yaoi. Veel voorkomende thema's in BL zijn magie en fantasy, waar het dus ook overlap mee toont.

## Naam
De naam van shōnen-ai  is niet altijd eenduidig. De term shōnen-ai wordt veelal in Westerse kringen gebruikt omdat het hen neutraal in de oren klinkt. Met name in Engelstalige landen wordt de term Boys' Love veelal geassocieerd met pedofilie, en daarom wordt de term daar ook niet veel gebruikt. De term Boys' Love wordt in Japan echter om precies dezelfde reden meer gebruikt: in Japan is Boys' Love namelijk neutraal, en wordt shōnen-ai  juist geassocieerd met pedofilie.

## Seme en Uke
Net zoals in de yaoi kent BL de termen seme en uke. De rollen zijn ongeveer hetzelfde, hetzij dat er bij BL wederom geen seks plaatsvindt (van top of bottom kan dus ook niet gesproken worden). De seme is doorgaans dominanter, groter en ouder dan de uke. De uke is doorgaans een 'schattige' onzekere jongen, die er net achter komt homo te zijn. Soms kunnen de rollen echter wisselen tijdens het verhaal, of is er niet duidelijk sprake van een seme of uke. 

## Enkele voorbeelden
Enkele bekende voorbeelden zijn:
- Gakuen Heaven
- Loveless
- Gravitation
- Super Lovers
- Super Lovers 2